# EDreams
eDreams est une agence de voyage en ligne qui vend des produits et des services touristiques sur les marchés des vols, hôtels et séjours. Fondée en 2000 à Barcelone, eDreams fait partie du groupe espagnol eDreams Odigeo (es) et est présent en 2016 dans 44 pays.
Le site est exploité par la société "Vacaciones eDreams", Barcelone, Espagne.
Le service-client de cette compagnie fonctionne exclusivement à l'aide de messages automatisés qu'on peut lire sur leur application, via Messenger ou via textos. Les réponses de eDreams sont générées automatiquement à partir d'un algorithme. Ce système exclut (a priori) toute possibilité de parler à une personne de la compagnie.

## Histoire
La société est fondée en 2000 dans la Silicon Valley par Javier Pérez-Tenessa et James Hare, avec l'appui de groupes financiers européens et américains. En octobre 2006, la société américaine de capital-investissement TA Associates acquiert eDreams pour une valeur de 153 millions d'euros.
En juillet 2010, la société européenne de capital-risque Permira investit dans la société eDreams, devenant l'actionnaire majoritaire de la société. En juin 2011, elle soutient la fusion de eDreams et de Go voyages, acquérant également Opodo et Travellink pour former ODIGEO, la plus grande agence de voyage en Europe et la 5e plus grande dans le monde[réf. nécessaire].
En 2003, eDreams rachète l’entreprise italienne www.travelonline.it, devenant ainsi no 1 des agences de voyage en ligne en Italie[réf. nécessaire]. En 2013, eDreams acquiert liligo.com auprès de SNCF Participations. Le 8 avril 2014, le groupe eDreams Odigeo est introduit en bourse à la bourse de Madrid par les fonds Permira et Ardian.
En janvier 2015, Dana Dunne devient le nouveau CEO du groupe et remplace Javier Pérez-Tenessa, qui devient président honoraire du groupe.
A l’automne 2016, eDreams annonce la cession de son activité séjour en France à Karavel-Promovacances.

## Produits et services

### Prime
eDreams dispose d’un abonnement annuel qui s’appelle Prime. Les clients peuvent s’inscrire à Prime sur le site web d’eDreams et avoir accès à des réductions sur les vols et les hôtels. Le montant de la réduction dépend de celui de la réservation : par exemple, pour une réservation de vol d’un montant compris entre 100 € et 199 € un client obtient une réduction moyenne de 4 €. eDreams Prime est disponible actuellement en France, Italie, Allemagne, Espagne, États-Unis, Portugal et Royaume Uni et compte étendre ses services vers d’autres pays.
Lors de l'achat de billets, il est proposé aux clients de souscrire à l'abonnement Prime avec une période d'essai gratuite de 14 jours. Durant la période d'essai il est impossible d'annuler l'abonnement sur le site internet. Seulement après avoir été débité d'environ 100 €, il devient possible d'annuler l'abonnement. Des cabinet d'avocats allemands proposent leurs services aux clients mécontents afin de récupérer leur argent.